# ニコール・ベック
ニコール・ベック（Nicole Beck、1988年5月28日 - ）は、オーストラリアの女子ラグビー選手。

## プロフィール
- オーストラリア・ブジ出身[1]。
- ポジションはスクラムハーフ(SH)、ウィング(WTB)。
- 身長 168cm、体重 66kg
- ワールドカップ2010のオーストラリア代表に選ばれた[2]。

## 略歴
2016年、リオ五輪の7人制女子オーストラリア代表に選ばれて金メダルを獲得。